# Карл Андріц
Карл Адольф «Шнукі» Андріц (нім. Karl Adolf «Schnucki» Andritz; 13 травня 1914 — 19 грудня 1993) — австрійський футболіст, що грав на позиції захисника.

## Життєпис
Карл Андріц розпочав свою кар'єру в молодіжній команді «Брігіттенауера», в системі якого залишався до 1933 року. Після цього талановитий захисник в 19 років переїхав до віденської «Аустрії». В першому сезоні зіграв лише 1 матч, але уже починаючи з наступного став гравцем основи. Грав в обороні в парі з Карлом Сестою.
Був важливою частиною команди, яка виграла Кубок Мітропи 1936. Золотий гол Камілло Єрусалима в фінал проти празької Спарти приніс команді трофей.
Тричі грав у складі збірної Австрії, щоразу зі своїм одноклубником гравцем диво-команди Карлом Сестою. Дебютував 27 вересня 1936 року в Будапешті в поєдинку, що завершився поразкою від Угорщини з рахунком 3:5. Другий раз зіграв у 1937 році в переможному матчі проти Латвії (2:1) у відборі на чемпіонат світу 1938 року. У жовтні 1937 року в матчі проти Угорщини (домашня поразка 1:2) завершилася його коротка кар'єра в національній збірній. Він був у розширеному складі на наступну гру, але лишився в запасі. В збірну Німеччини після аншлюсу Австрії Третім Рейхом не викликався, на відміну від багатьох партнерів по клубу.
Грав за віденську Австрію до 1947 року. Далі виступав в командах нижчих дивізіонів «Фішаменд» і «Глоггніц». З останньою командою 35-річний гравець вийшов до Австрійської національної футбольної ліги. Зігравши з цією командою 11 матчів в вищому дивізіоні, завершив кар'єру в 1949 році.

## Титули і досягнення
- Срібний призер чемпіонату Австрії (2):

«Аустрія» (Відень): 1936-1937, 1945-1946
- Володар Кубка Австрії (2):

«Аустрія» (Відень): 1934-1935, 1935-1936
- Володар Кубка Мітропи (1):

«Аустрія» (Відень): 1936